# Auripigment

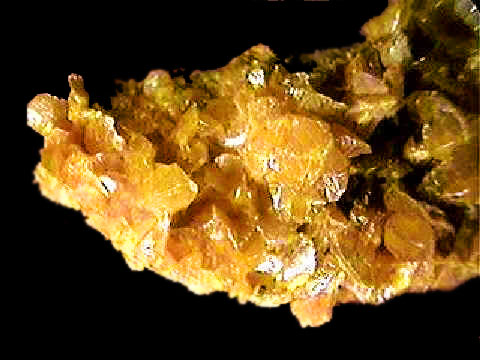
Auripigment

Auripigmentul este o varietate de sulfură de arsen, cunoscută și sub numele de arsen galben.

## Caracteristici chimio-fizice
Auripigmentul este o sulfură de arsen comună, cu sistemul de cristalizare monoclinic, iar formula sa chimică este As2S3. Duritatea pe scara Mohs este de 1,5 spre 2 și greutatea specifică este de 3,46. Auripigmentul se topește la temperaturile situate între 300° și 325°Celsius. Din punct de vedere optic, cristalele sale sunt biaxiale (-) și au indicele de refracție a=2,4; b=2,81; g=3,02.

## Origini
Auripigmentul se găsește oriunde în lume, și este ca origine un produs de sublimare în cavități vulcanice, canale cu temepraturi scăzute hidrotermale, izvoare termale și ca produs secundar al alterării unui mineral din arsen toxic numit realgar, cu care este asociat uneori.
It is often found in association with realgar. 

## Istoric

### Etimologie
Numele auripigmentlui provine cu sonoritate din latinescul auripigmentum, care înseamnă pigment auriu și face referire directă la culoarea respectivă.

## Utilizări

### Utilizări în istorie
Auripigmentul a fost un element important de tradiție în Imperiul Roman și a fost folosit în medicina chinezească, deși este extrem de toxic. A fost folosit, de altfel, la săgeți otrăvite. Din cauza culorii țipătoare, a fost folosit de alchimiști pentru a încerca o cale de a face aur, atât în China, cât și în vest.
Auripigmentul a fost utilizat ca și pigment în pictură, devenind unii dintre singurii pigmenți galben strălucitori pe care i-au avut la dispoziție pictorii până în secolul XIX.
Auripigmentul a prezentat, însă, și anumite probleme, în ciuda utilizărilor vaste, cum ar fi toxicitatea mare și incompatibilitatea sa cu alți pigmenți comuni, ca cei de plumb sau de cupru, de exemplu, sau cu diferite substanțe, cum ar fi cocleala cuprului (CuCO3) sau azuritul. Utilizarea auripigmentului ca pigment pentru pictură s-a terminat aproape în totalitate în secolul XIX, odată cu apariția galbenului de cadmiu și a diverselor vopsele.

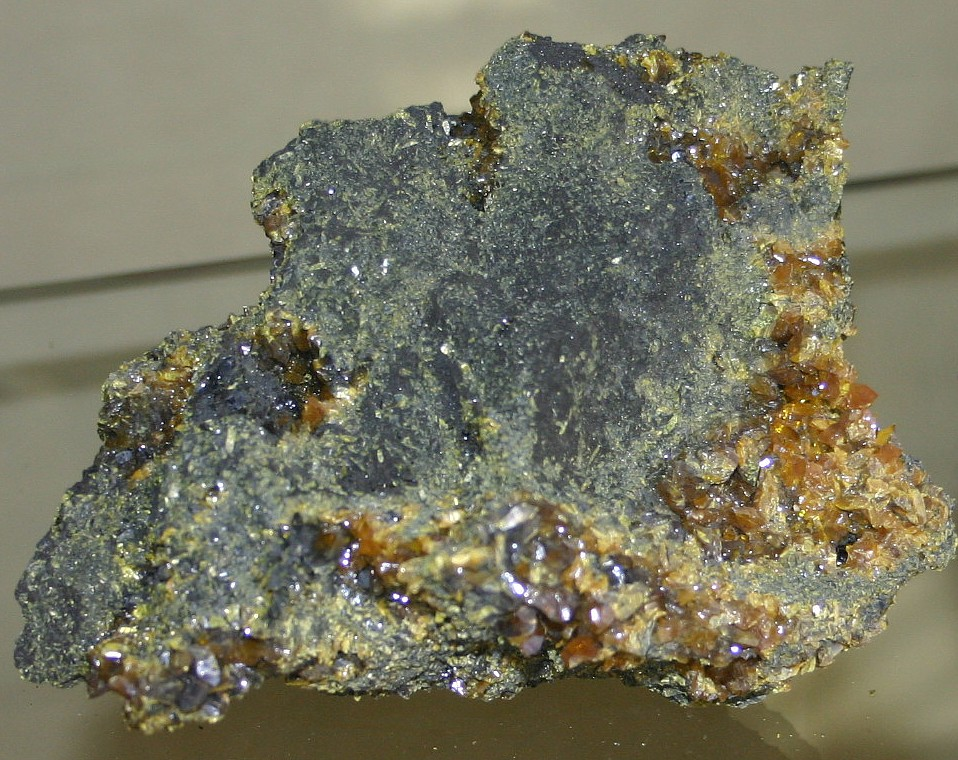
Cristale de auripigment, Humboldt Co., Nevada, USA

### Utilizări în prezent
Auripigmentul este utilizat în prezent la producția de sticle pentru transmitere a razelor infraroșii, mușama, linoleum, semiconductori și fotoconductori, ca pigment în focuri și artificii. Amestecat cu două părți de var stins, auripigmentul poate folosi la depilare (mediul rural din India).

## Structura cristalului

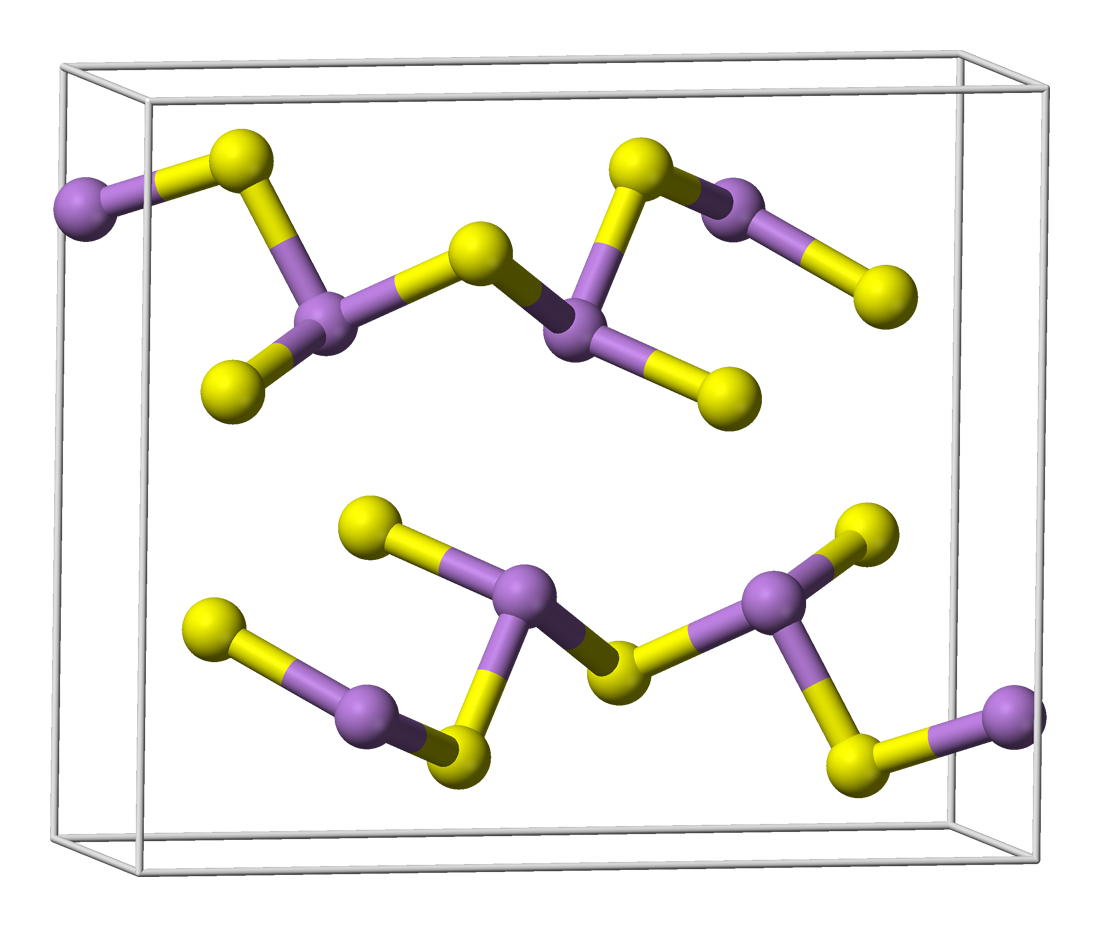
orpiment's unit cell
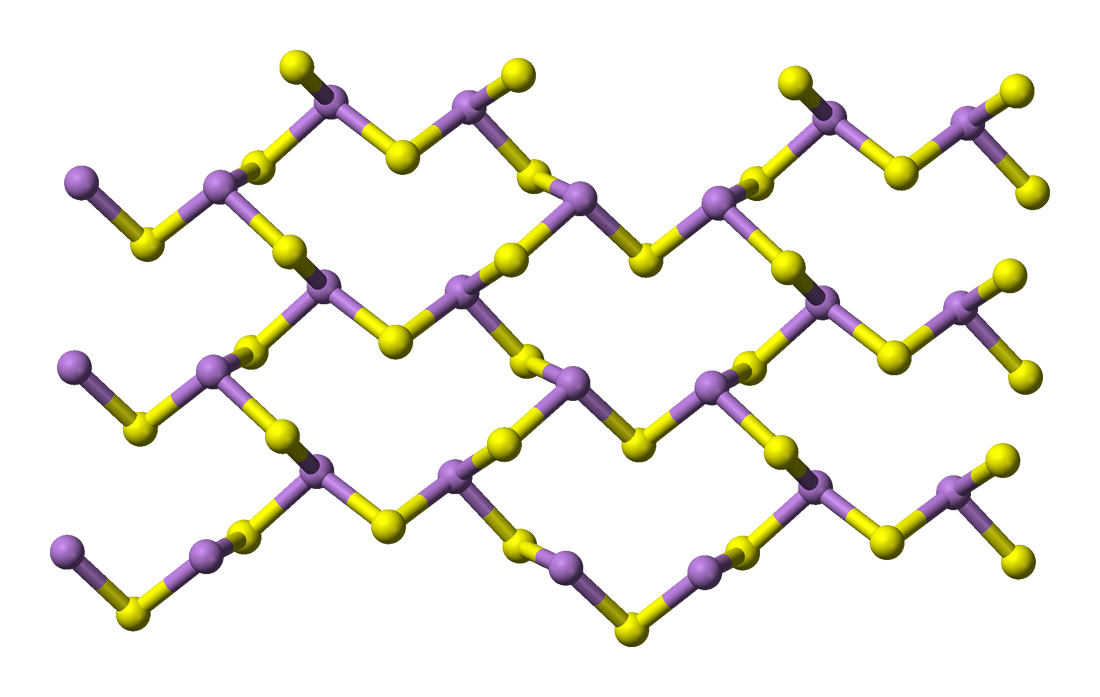
orpiment's crystal structure consists of sheets
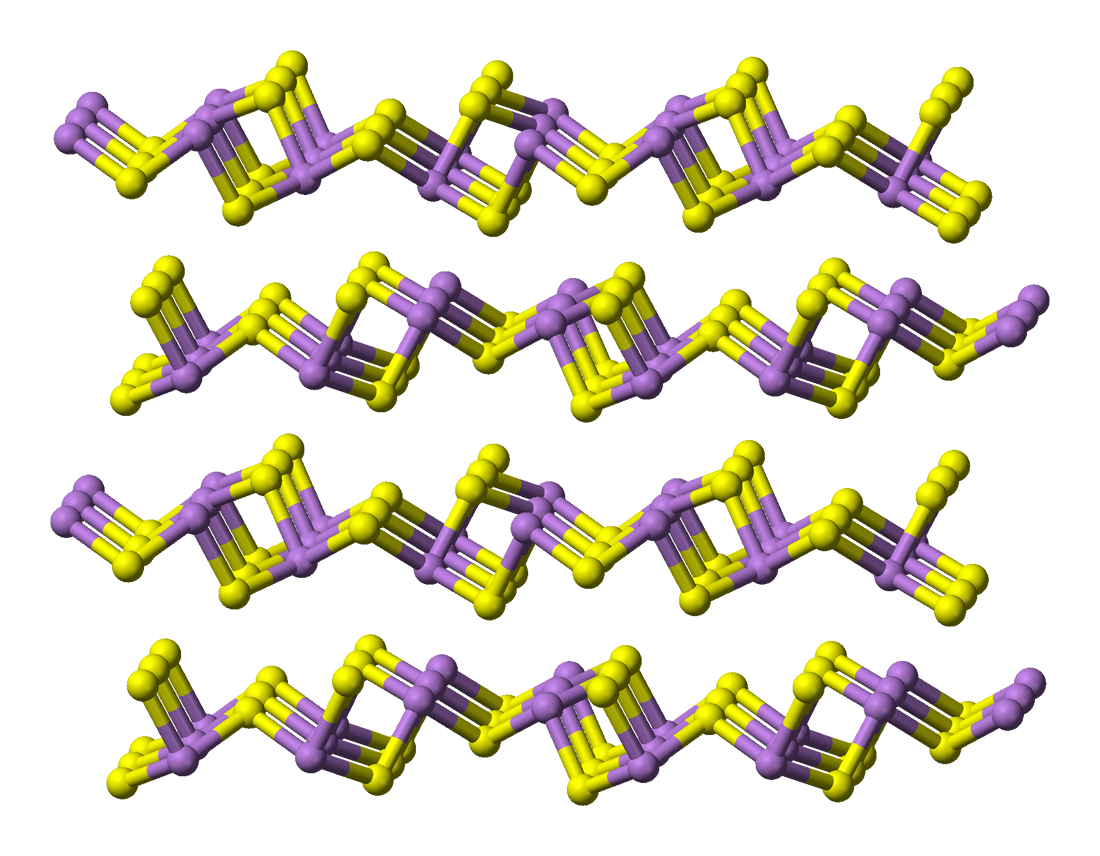
the sheets are stacked into layers